# Heðin Brú

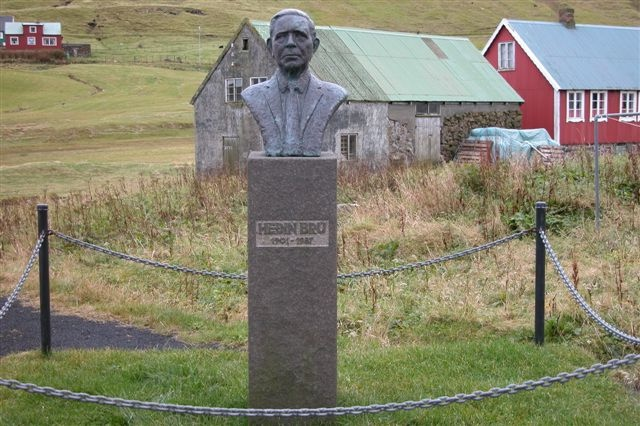
En staty av Hans Jacob i hembyn Skálavík.

Hans Jacob Jacobsen känd under pseudonymen Heðin Brú, född den 17 augusti 1901 i Skálavík, död den 18 maj 1987 i Torshamn, var en färöisk författare.
Han är känd för att vara en av de mest betydelsefulla romanförfattarna på färöiska i sin generation. Hans Fattigmans heder ((Feðgar á ferð) blev utsedd till Färöarnas bok under 1900-talet och han är den mest lästa färöiska författaren.
Brú föddes år 1901 i Skálavík på Sandoy. Han var fiskare i två år och flyttade därefter in till Danmark där han fick en lantbrukstjänst. Han återvände senare till Färöarna och blev lantbruksrådgivare. Med hjälp av detta kom han i kontakt med likasinnade personer som satt prägel på hans verk.
Hans första roman Longbrá kom ut år 1930, den handlar om en pojkes uppväxt i en färöisk by. Den andra romanen Berättelsen om Högni (Fastatøkur) från 1935 har pojken blivit fiskare. Båda böckerna översattes till danska år 1946.
Fattigmans heder (Feðgar á ferð) är Heðin Brús mest omtalade och betydelsefulla verk. Den kom ut år 1940 på färöiska och blev därefter översatt till flera språk. Bland annat till danska (Fattigmandsære) år 1962, tyska (Des armen Mannes Ehre) år 1966 och till engelska (The Old Man and his Sons) 1970. Detta var den första roman som någonsin översatts från färöiska till just engelska. Romanen handlar om Färöarnas förändring från att vara ett klassiskt jordbrukssamhälle till en modern fiskenation och skildrar generationskonflikter som därigenom uppstått.
Leikum fagurt från 1962 är en satir om färöisk politik under första- och andra världskriget. Handlingen i Men livið lær (1970) utspelar sig i en färöisk by år 1800 och Tað stóra takið (1972) i en by runt 1900. År 1964 belönades han med Färöarnas litteraturpris.
Vid sidan av detta skrev han tre novellsamlingar, två Shakespeare-översättningar och flera andra översättningar av världslitteratur till färöiska. Äventyrssamlingen Ævintýr I – VI (1959-1974) med illustrationer av Elinborg Lützen är ett färöiskt standardverk.
Tillsammans med Rikard Long gjorde han en översättning av Føroyingasøga från fornnordiska till färöiska år 1962. Astrid Lindgrens Bröderna Lejonhjärta översatte han även till sitt modersmål år 1980.
Heðin Brú är far till Bárður Jákupsson, en känd färöisk konstnär och en av landets få konstkritiker.

## Priser och utmärkelser
- Färöarnas litteraturpris 1964
- Holbergmedaljen 1982